# Kevin Thomas (calciatore)
Kevin Thomas (Prescot, 13 agosto 1944 – Blackpool, 9 ottobre 2022) è stato un calciatore inglese, di ruolo portiere.

## Carriera
Inizia la carriera con i Prescot Cables, club della sua cittadina natale, diventando professionista solamente all'età di 22 anni quando nel 1966 viene tesserato dal Blackpool, club della prima divisione inglese; nella stagione 1966-1967, che i Tangerines chiudono all'ultimo posto in classifica e quindi con una retrocessione in seconda divisione, Thomas gioca in totale 5 partite di campionato con 8 reti subite; rimane poi in quadra per ulteriori due stagioni, entrambe disputate in seconda divisione, sempre con il ruolo di secondo portiere: nell'arco di questo biennio, infatti, gioca in totale ulteriori 7 partite di campionato con il Blackpool. Scende quindi di una categoria per giocare al Tranmere, dove in due stagioni e mezzo gioca in tutto 18 partite in terza divisione; dal gennaio del 1972 al gennaio del 1974 è invece portiere di riserva dell'Oxford Utd: con gli U's gioca in totale 5 partite di campionato, in seconda divisione. Passa quindi al Southport, con cui nell'arco di due stagioni e mezzo di permanenza disputa in totale 67 partite tra la terza e la quarta divisione inglese (in terza divisione nella seconda metà della stagione 1973-1974 ed in quarta divisione nel biennio successivo); va infine a chiudere la carriera con i semiprofessionisti del Barrow.
In carriera ha giocato in totale 102 partite nei campionati della Football League, disputando almeno un incontro in ciascuna delle quattro divisioni che la componenvano.